# Place Ebenezer

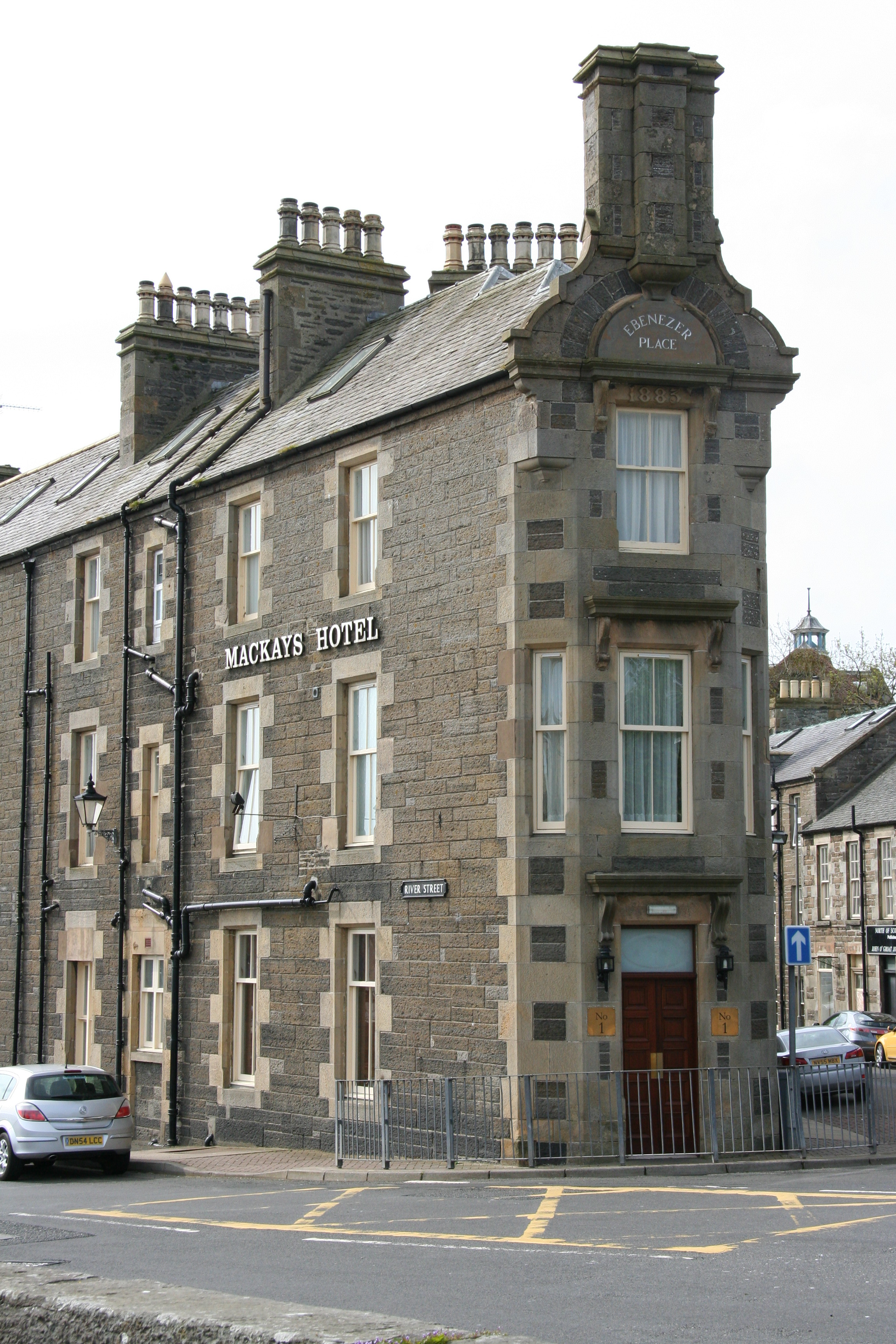
Place Ebenezer avec la Union Street à droite et la River Street à la gauche.

La place Ebenezer est une place de Wick, dans le Caithness, en Écosse, qui est reconnue par le Livre Guinness des records comme la rue la plus courte au monde. Elle mesure 2,06 mètres (6 pieds 9 pouces). Le record précédent appartenait à Elgin Street, à Bacup, dans le Lancashire, en Angleterre. La seule adresse sur la rue est le no 1, un restaurant haut de gamme qui appartient à l'hôtel Mackays.

## Histoire
La rue naquit en 1883 à la suite de la construction du no 1, un hôtel à l'époque. Le propriétaire dut alors peindre un nom sur la partie courte du bâtiment. La rue fut officiellement reconnue en 1887.